# Dalibor Grubačević
Dalibor Grubačević, né à Koprivnica le 9 janvier 1975, est un compositeur croate, musicien et réalisateur artistique connu pour son travail d’auteur dans le domaine du  musique de film.

## Biographie
Dalibor Grubačević est né à Koprivnica où il grandit et fait ses études. Il montre son grand talent pour la musique assez tôt. Déjà enfant à six ans, il commence à apprendre à jouer de la guitare et du piano. Plus tard il apprendra à jouer des tambouras dans l’association culturelle et artistique Koprivnica. En 1990, il s'intéresse de plus en plus au rock 'n' roll et, inspiré par Beatles, il devient membre du groupe pop-rock The Bugs. Puis en étudiant des formes musicales classiques et des œuvres des compositeurs de la musique classique, il élargit son enseignement musical et ses savoirs en prenant des cours particuliers chez la prof. Natalija Imbrišak ,. En 1993 il s’inscrit aux Études du travail social à l’Université de Droit à Zagreb mais deux ans après il arrête ses études et se consacre complètement à la musique.
Jusqu'à présent il collabore avec beaucoup de metteurs en scène croates, comme Branko Ištvančić (Le Fântome dans le marais, Le Pont à la fin du monde), Miro Andrić (Le Trésor croate d’eau), Miro Branković (À la découverte de Marco Polo), Nenad Puhovski (L’Ensemble), Zoran Budak (Hebrang), Višnja Starešina (La Voix arrêtée) et d’autres pour lesquels il compose la musique de film. En composant la musique de film, Grubačević associe de différents genres musicaux et l’orchestration classique avec les sons électroniques et les instruments avec beaucoup de succès.
Outre les partitions et les bandes sons destinées aux longs-métrages, documentaires ou films publicitaires, Grubačević, comme musicien, est aussi efficace dans le domaine de la musique pop, rock et ethno. Au-delà  de la Croatie, ses compositions et ses arrangements musicaux sont joués en  Macédoine, au Monténégro, au Canada, aux États-Unis, au Japon, en Angleterre, en Italie, en Israël et en Géorgie. Il a collaboré et il collabore avec beaucoup de compositeurs, musicien et producteurs musicaux tant croates qu’étrangers, on retrouve parmi eux: Eric Ewazen, Alan Holley, quintette Simply Brass,, Orchestre philharmonique de Zagreb, Miroslav Evačić, Zoran Džorlev, chanteurs Toše Proeski,
Saša Lozar, Aleksandar Mitevski, et Dario Pankovski. Dalibor Grubačević est membre de Communauté croate des artistes indépendants.

## Œuvres (choix)

### Compositions
- 2002 : Rondo pour orchestre à cordes
- 2005 : La Valse d’automne  pour orchestre à tambouras
- 2010 : Ricordi del passato pour quartet à cordes
- 2010 : Deux rivières pour quintette de cuivres
- 2014 : Solid Pictures pour cor et piano
- 2018 : Valse balkanique pour quintette de cuivres
- 2021 : Concerto pour tuba et orchestre
- 2021 : Suite Csardas pour cordes (Csárdás suite for strings)
- 2023 : Diptyque pour quatuor de tuba
- 2024 : Four Scapes pour ensemble à vent

### Bandes originales d'un long métrage
- 2006 : Le Fantôme dans le marais, long-métrage, metteur en scène : Branko Ištvančić, HRT et Interfilm d.o.o.
- 2014 : Le Pont au bout du monde, documentaire long-métrage, metteur en scène : Branko Ištvančić, Artizana film d.o.o. et HRT
- 2016 : À cause de toi, long-métrage, metteur en scène : Anđelo Jurkas, DOP produkcija
- 2017 :  Fuck off I love you, long-métrage, metteur en scène : Anđelo Jurkas, DOP Produkcija et Ratio d.o.o.
- 2021 : The Match, long-métrage, metteur en scène : Dominik et Jakov Sedlar, Ollendorff center, Oluja Film et Mutiny Pictures [11]
- 2022 :  4:2, long-métrage, metteur en scène : Anđelo Jurkas, DOP Produkcija (HR)
- 2022 :  The Conversation, long-métrage, metteur en scène : Dominik Sedlar, Croatia film et A Quiet Storm Production [12]
- 2023 :  Hotel Pula, long-métrage, metteur en scène : Andrej Korovljev, Kinematograf d.o.o. et HRT
- 2024 :  Cat's Cry, long-métrage, metteur en scène : Sanja Živković, YN Films (CA), Artizana film (HR), Nova Film (RS) [13]

### Bandes originales d'un documentaires
- 2005 : Le Trésor perdu, documentaire, metteur en scène : Branko Ištvančić, HRT
- 2005 : Le Ramasseur des pierres, documentaire court-métrage, metteur en scène : Branko Ištvančić, HRT
- 2005 : Le Magasin s’en va, documentaire, metteur en scène : Miro Branković, HRT
- 2007 : Tesla, documentaire, metteur en scène : Miro Branković, HRT
- 2009 : L’Ensemble, documentaire long-métrage, metteur en scène : Nenad Puhovski, Factum d.o.o.
- 2010 : La Voix arrêtée, documentaire, metteur en scène : Višnja Starešina, HRT et Interfilm d.o.o.
- 2010 : Hebrang, série documentaire télévisée, metteur en scène : Zoran Budak, HRT et Interfilm d.o.o.
- 2011 : L’Album, documentaire, metteur en scène : Branko Ištvančić, Factum d.o.o.
- 2012-2013 : Le Trésor croate d’eau, série documentaire télévisée, metteur en scène : Miro Andrić, HRT et Car-Herc d.o.o.
- 2013 : Slavoljub Penkala, documentaire, metteur en scène : Milka Barišić, HRT
- 2013 : À la découverte de Marco Polo, série documentaire télévisée, metteur en scène : Miro Branković, HRT
- 2014 : Cher Lastan !, documentaire long-métrage, metteur en scène : Irena Škorić, Artizana film d.o.o.
- 2020 :  La Croatie au fil de l'eau, documentaire, metteur en scène : Goran Šafarek, Šafarek produkcija, 3BoxMedia
- 2021 : L'automobile sous le socialisme: La liberté à quatre roues, documentaire, metteurs en scène : Boris Missirkov et Georgi Bogdanov, Agitprop (BU), Hulahop (HR), Saxonia Entertainment (DE)

## Discographie

### Albums
- 2006 : Le Fantôme dans le marais (la musique originale du film), Croatia Records, CD 5695899
- 2011 : artEdox – Film music, Aquarius Records, CD 377-11
- 2012 : À la découverte de Marco Polo (la musique de la série documentaire télévisée), Aquarius Records, CD 467-12
- 2015 : Le Pont au bout du monde (la musique originale du film), Aquarius Records, CD 9841093
- 2021 : Dalibor Grubačević performed by the Zagreb Soloists - Live at Tuškanac Summer Stage, Aquarius Records, LP 18-20
- 2021 : The Match (la musique originale du film), Plaza Mayor Company Ltd., SERG300
- 2022 : The Conversation (la musique originale du film), Plaza Mayor Company Ltd., SERG323
- 2023 : Rivers of Croatia (la musique originale du film documentaire), Plaza Mayor Company Ltd., 197188057565
- 2023 : The Cars We Drove into Capitalism (la musique originale du film), MovieScore Media - Reality Bytes, RB03002
- 2024 : Musical Gravities, Cantus Records, 88924507039

### Productions
- 2007 : CD Fulmination / Miroslav Evačić & Čardaš Blues Band, Croatia Records, CD 5751410
- 2010 : CD Camminate / Simply Brass, Cantus Records, CD 98898492102
- 2019 : CD Serbus! / Zagrebački orkestar ZET-a, ZET CD001
- 2019 : CD Signali / Hrvoje Pintarić, Tamara Jurkić Sviben, 88924501542

## Prix et reconnaissance
- 2010 : le prix pour la meilleure musique de documentaire L'Ensemble du metteur en scène Nenad Puhovski aux 19e Journées du film croate
- 2013 : le prix discographique "Porin"  pour le meilleur album de la musique originale du théâtre, film et/ou TV (pour l'album À la découverte de Marco Polo)[14]
- 2016 Trsat : 7e Festival des films religieux croates, prix de la meilleure musique du film It Was All Just a Good Dream: the Frenchman from Vukowar[15]
- 2022 - Crystal Pine Award pour la meilleure musique du film The Conversation dans la catégorie Meilleure musique dans un long métrage, au Festival International de musiques sonores et de film - ISFMF [16]